# Josselin de Rohan

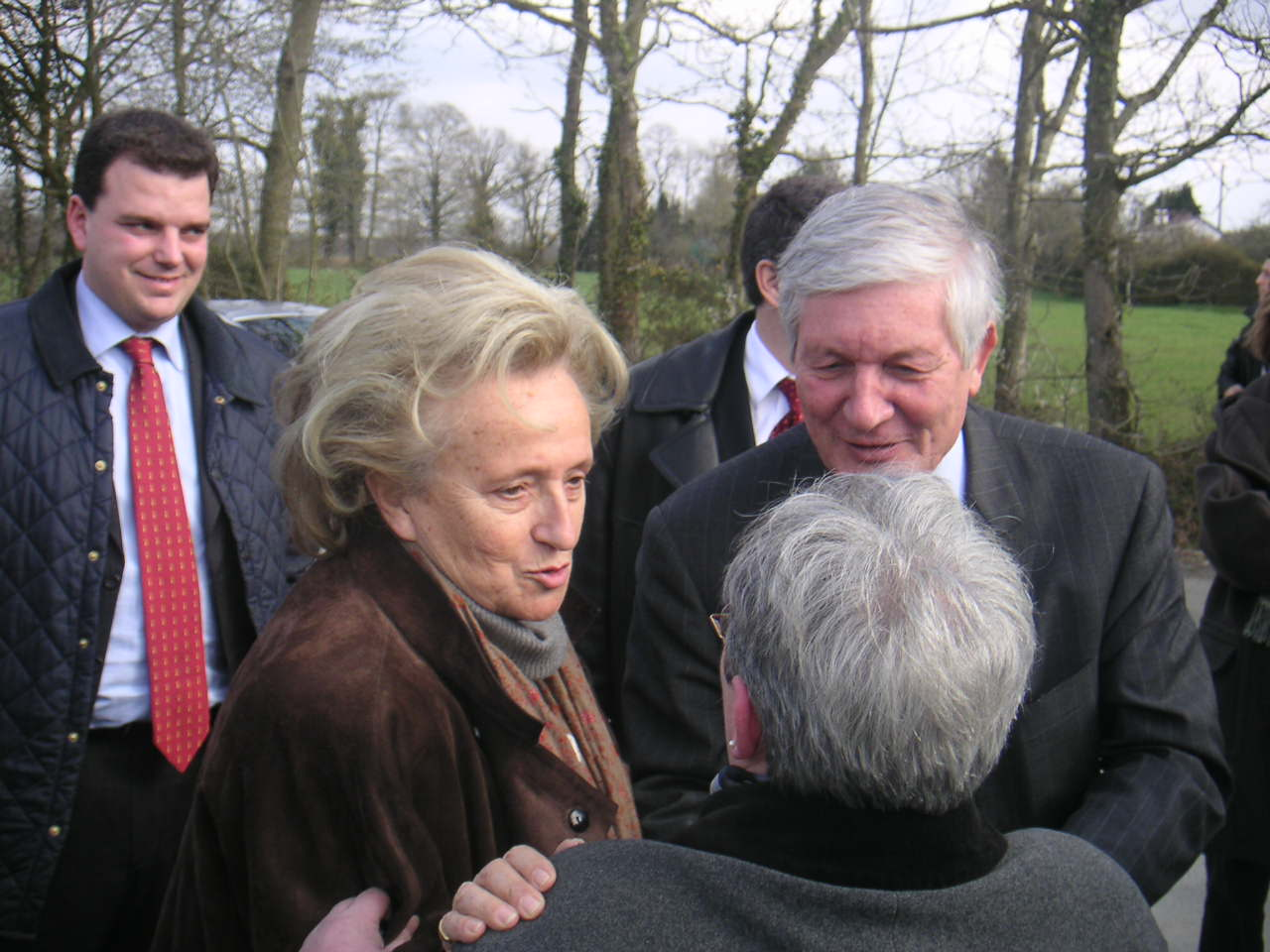
Bernadette Chirac i Josselin De Rohan

Josselin de Rohan-Chabot (Suresnes, Alts del Sena, 1938) és un polític i aristòcrata francès, 14è duc de Rohan, comte de Porhoët i de Lorges, marquès de Blain i de La Garnache, Baró de Mouchamps, Senyor d'Héric i de Fresnay, dit Josselin de Rohan. Es llicencià a l'Escola Nacional d'Administració francesa. Proper a Jacques Chirac, fou escollit senador per Morbihan el 1983 pel Reagrupament per la República, i va ser cap del grup parlamentari de 1993 a 2002; després ho fou de la Unió pel Moviment Popular fins al 2008. El 2008 fou nomenat president de la Comissió d'Afers Exteriors del Senat.
De 1965 a 2000 fou alcalde de Josselin. De 1982 a 1998 va ser membre del Consell General de Morbihan pel cantó de Josselin. A les eleccions regionals franceses de 1998 fou elegit president del Consell Regional de Bretanya, càrrec que va perdre el 2004.